# Gerrit Graham
Gerrit Graham (* 27. November 1949 in New York City) ist ein US-amerikanischer Schauspieler und Songwriter.

## Leben
Der gebürtige New Yorker Gerrit Graham wuchs in St. Louis, Chicago und in Grosse Pointe auf. Bereits im Alter von acht Jahren trat er bei dem Bühnenstück Winnie Pooh im Detroit Art Institute auf. Während seiner Highschoolzeit an der Groton School war er Präsident des Theaterclubs. Anschließend studierte er an der Columbia University Schauspiel. Allerdings brach er es wieder ab. Stattdessen wurde er Songwriter und schrieb Lieder für Bob Weir und Ratdog.
Nachdem Graham in Brian De Palmas Filmen Greetings und Hi, Mom! als Filmschauspieler debütierte, startete er eine Filmkarriere, die Kinofilme wie Des Teufels Saat, Der Verrückte mit dem Geigenkasten und My Girl 2 – Meine große Liebe, sowie Serienauftritte in Star Trek: Deep Space Nine, Babylon 5 und Star Trek: Raumschiff Voyager umfasste.

## Filmografie (Auswahl)

### Film
- 1968: Greetings
- 1970: Hi, Mom!
- 1972: Der Blob (Beware! The Blob)
- 1974: Das Phantom im Paradies (Phantom of the Paradise)
- 1976: Der 500.000 Dollar Coup (Special Delivery)
- 1976: Cannonball
- 1976: Sie nannten ihn El Lute (Bobbie Jo and the Outlaw)
- 1977: Des Teufels Saat (Demon Seed)
- 1978: Pretty Baby
- 1979: Diane (Old Boyfriends)
- 1980: Mit einem Bein im Kittchen (Used Cars)
- 1982: Ich glaub' mein Straps funkt S.O.S. (Class Reunion)
- 1983: Trottel im Weltall (The Creature Wasn’t Nice)
- 1984: T.V. – Total verrückt (The Ratings Game)
- 1985: City Commando (The Annihilators)
- 1985: Der Verrückte mit dem Geigenkasten (The Man with One Red Shoe)
- 1986: Club Sandwich (Last Resort)
- 1986: TerrorVision
- 1986: Shopping (Chopping Mall)
- 1987: Die Wiege des Schreckens (It's Alive III: Island of the Alive)
- 1989: Das bucklige Schlitzohr (Big Man on Campus)
- 1989: Police Academy 6 – Widerstand zwecklos (Police Academy 6: City Under Siege)
- 1990: Chucky 2 – Die Mörderpuppe ist wieder da (Child's Play 2)
- 1992: Baby von der Bank (Frozen Assets)
- 1992: Sidekicks
- 1993: Philadelphia Experiment II
- 1994: Glory Days (Shake, Rattle and Rock!)
- 1994: My Girl 2 – Meine große Liebe (My Girl 2)
- 1995: Hilfe, meine Familie spinnt (Family Reunion: A Relative Nightmare)
- 1999: Der Liebesbrief (The Love Letter)
- 2009: Au Pair III: Abenteuer im Paradies (Au Pair 3: Adventure in Paradise)

### Serie
- 1976: Starsky & Hutch (Starsky and Hutch, eine Folge)
- 1987: Sledge Hammer! (Fernsehserie, 1 Folge)
- 1988–1989: Dallas (sechs Episoden)
- 1988–1993: Wunderbare Jahre (The Wonder Years, eine Folge)
- 1990: Eine Wahnsinnsfamilie (Parenthood, eine Folge)
- 1990–1991: Parker Lewis – Der Coole von der Schule (Parker Lewis Can't Lose , 6 Folgen)
- 1992: Alle unter einem Dach (Family Matters, eine Folge)
- 1992: Feivel der Mauswanderer & seine Freunde (Fievel's American Tails, 10 Folgen)
- 1993: Star Trek: Deep Space Nine (eine Folge)
- 1994: Babylon 5 (eine Folge)
- 1994: Superman – Die Abenteuer von Lois & Clark, Folge 12, als Munch
- 1995–1996: Gargoyles – Auf den Schwingen der Gerechtigkeit (Gargoyles, vier Folgen)
- 1996: Star Trek: Raumschiff Voyager (Star Trek: Voyager, eine Folge)